# Berardo
Berardo  è un nome proprio di persona italiano maschile.

## Varianti
- Maschili: Beraldo[4], Belardo[4], Verardo[4], Velardo[4], Verando[4], Veliardo[4]
  - Alterati: Berardino[4], Belardino[4], Verardino[4]
- Femminili: Berarda[2][4], Velarda[4], Veranda[5]
  - Alterati: Berardina[4], Belardina[4]

### Varianti in altre lingue
- Catalano: Berard[6]
- Francese: Bérard
- Germanico: Berahart[7], Berhard[7], Berard[7], Perahard[7], Perhart[7]
- Latino: Berardus
- Polacco: Berard
- Portoghese: Berardo
- Spagnolo: Berardo[6]

## Origine e diffusione
È un nome di origine germanica, composto dagli elementi bera ("orso") e hard ("forte", "coraggioso"); il significato complessivo viene occasionalmente interpretato come "orso ardito". Va notato che l'elemento bera esiste anche nella forma berin, con la quale appare in Bernardo, di cui quindi Berardo condivide etimologia e significato e del quale viene indicato, talvolta, come semplice variante. In certi casi può anche costituire un ipocoristico, per aferesi, di Eberardo.
A proposito delle varianti di Berardo, si osservano fenomeni quali il betacismo e il rotacismo, con le consonanti -b- e -r- alterate rispettivamente in -v- e -l- (ad es. Berardo/Belardo, Berardo/Verardo, ecc), e il ricorso alla figura della metatesi con l'inversione delle consonanti -r- e -l- (ad es. Belardo/Beraldo).
In Italia Berardo è accentrato per quasi la metà in Abruzzo, per il culto di san Berardo, patrono di Teramo, mentre le varianti Belardo e Velardo sono maggiormente diffuse in Emilia-Romagna e Lazio.

## Onomastico
L'onomastico può essere festeggiato il 16 gennaio in ricordo di san Berardo, frate francescano, missionario e martire in Marocco con altri compagni. Si ricordano con questo nome anche san Berardo dei Marsi, cardinale e vescovo di Avezzano, il 3 novembre, e san Berardo da Pagliara, vescovo di Teramo, festeggiato il 19 dicembre.

## Persone

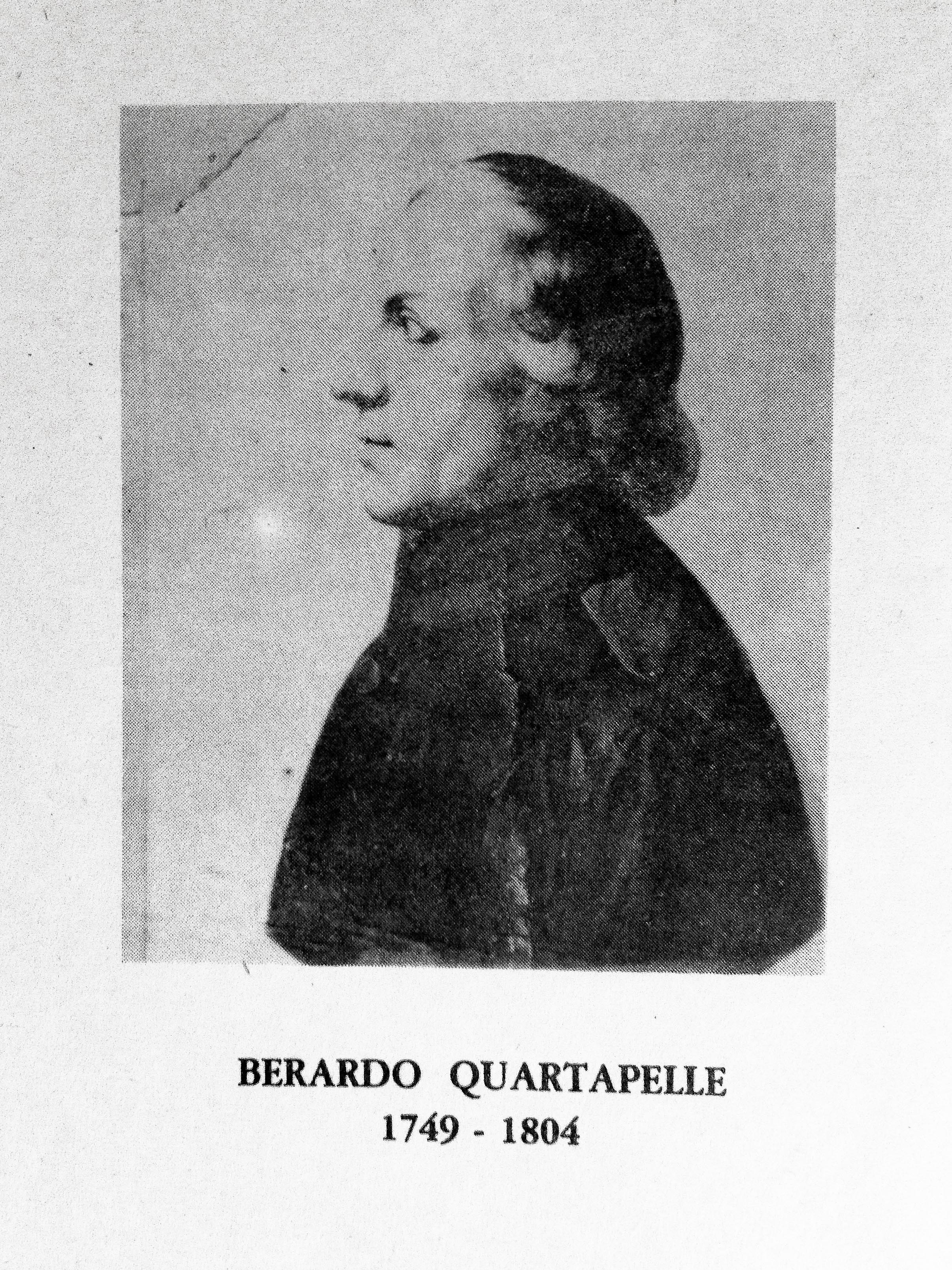
Berardo Quartapelle

Berardino Capocchiano

- Berardo, religioso e santo italiano
- Berardo, vescovo italiano
- Berardo I dei Bonacolsi, nobile italiano
- Berardo II dei Bonacolsi, nobile italiano
- Berardo di Castagna, arcivescovo cattolico e politico italiano
- Berardo dei Marsi, vescovo cattolico, cardinale e santo italiano
- Berardo da Teramo, vescovo cattolico e santo italiano
- Berardo Berardi, cantante lirico italiano
- Berardo Berardi, cardinale italiano
- Berardo Candida Gonzaga, storico ed erudito italiano
- Berardo Cantalamessa, cantautore e attore teatrale italiano
- Berardo Eroli, cardinale e giurista italiano
- Berardo Frisoni, calciatore italiano
- Berardo Lanciaprima, calciatore italiano
- Berardo Maggi, vescovo cattolico italiano
- Berardo Quartapelle, scienziato e agronomo italiano

### Variante Bérard
- Bérard de Got, arcivescovo e cardinale francese

### Variante Berardino
- Berardino Capocchiano, calciatore italiano
- Berardino Cillenio, umanista italiano
- Berardino Elvino, vescovo cattolico e tesoriere pontificio italiano
- Berardino Libonati, avvocato, dirigente d'azienda e professore universitario italiano